# Nicolas Diguiny
Nicolas Diguiny (Saint-Germain-en-Laye, 31 maggio 1988) è un calciatore francese, attaccante del Kalamata.

## Palmarès

### Club

#### Competizioni nazionali
- Championnat National: 1

Vannes: 2007-2008
- Campionato cipriota: 1

Apollōn Limassol: 2021-2022